# Лакрифагия

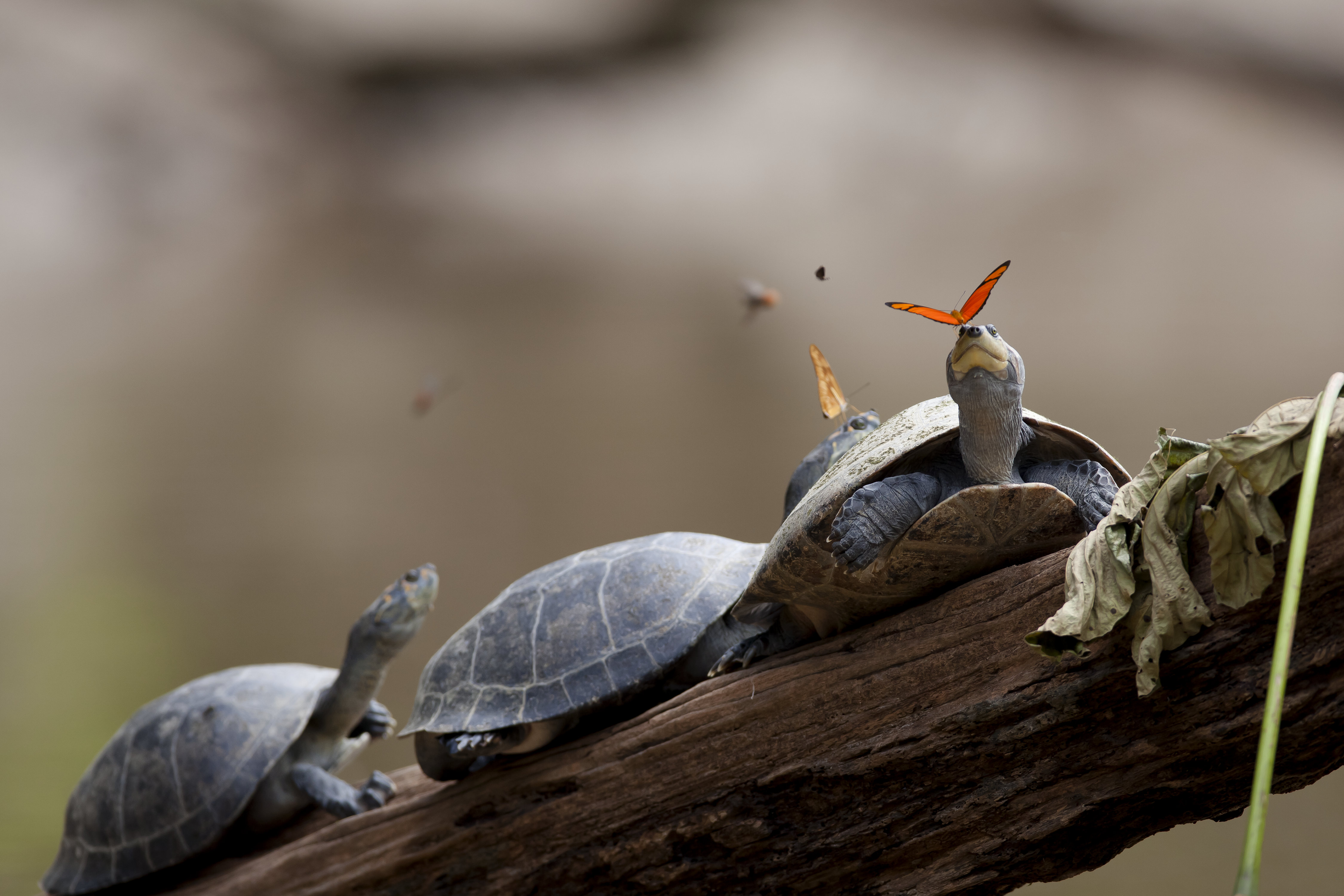
Бабочки Dryas iulia пьют глазные выделения у греющихся на солнце черепах Podocnemis expansa (?), Эквадор.

Лакрифагия (лат. lachryphagia) — адаптационный паразитизм у ряда чешуекрылых (бабочек), поглощение их имаго выделений из глаз животных. Вместе с ними бабочки получают влагу, микроэлементы (в первую очередь соли натрия) и аминокислоты, играющие важную роль в процессах их физиологии и жизнедеятельности, включая созревание половых клеток у самцов.
По типу потребляемой жидкости различают собственно лакрифагов (пьют слёзную жидкость) и гематофагов (пьют кровь из глаз).

## Распространённость и классификация
Ранее по предпочитаемому способу питания выделялись три группы чешуекрылых:
1. эулакрифаги — питаются исключительно выделениями глаз
2. гемилакрифаги — примерно равно питаются выделениями глаз и иными источниками воды и пищи
3. олиголакрифаги — лишь спорадически питаются выделениями глаз

В настоящее время считается, что данный паразитизм является окказиональным (факультативным). Не известно ни одного вида, существование которого полностью бы зависело от данного вида питья и питания. Факультативная лакрифагия известна, например, у бабочек рода Arcyophora, а факультативная гематофагия — у бабочек Calyptra eustrigata.

## Примеры

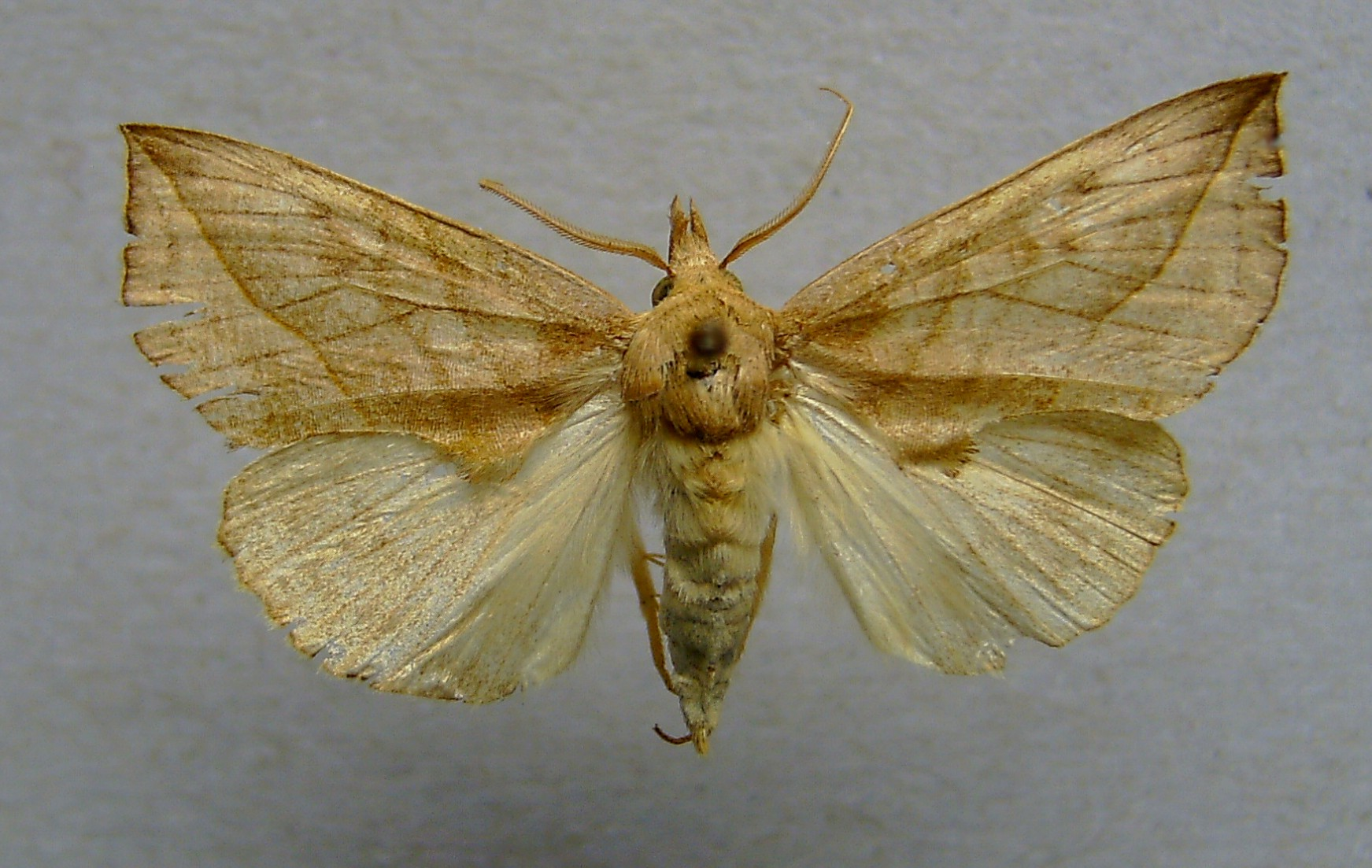
Calyptra thalictri

- Совки рода Calyptra — например, Calyptra eustrigata, Calyptra thalictri, Calyptra lata и другие. Самцы часто питаются слёзной жидкостью и кровью[6] крупных животных, прокалывая их покровы острым хоботком[7]. Самки же питаются соком плодов и растений[7].
- Совки Hemiceratoides hieroglyphica часто посещают спящих птиц в ночное время, и пьют их слезную жидкость прямо из глаз, используя свой специализированный хоботок с гарпуновидным кончиком[8].
- Вид Mecistoptera griseifusa (=Lobocraspis griseifusa) порой пьет слёзную жидкость крупных животных, например оленей или крокодилов[9], черепах[10][11].
- В Коста-Рике в 2014 году лакрифагия слезами острорылого крокодила была отмечена у бабочек Dryas iulia и пчёл рода Centris[12].
- Безжальные пчелы в Таиланде пьют слезы из глаз людей, собак и зебу[13].
- Mabra elephantophila — мелкая бабочка из семейства огнёвок-травянок, питающаяся слёзами слона[10].